# Шавань (Лэшань)
Шава́нь (кит. упр. 沙湾, пиньинь Shāwān) — район городского подчинения городского округа Лэшань провинции Сычуань (КНР).

## История
При империи Цинь на этой территории был образован уезд Наньань (南安县).
В эпоху Южных и Северных династий эти земли оказались под ударами племён лао, и при империи Северная Чжоу уезд был переименован в Пинцян (平羌县).
При империи Суй в этих местах был образован уезд Эмэй (峨眉县).
При империи Цин в 1734 году был образован уезд Лэшань (乐山县), в состав которого вошли и эти земли.
В 1952 году был образован Специальный район Лэшань (乐山专区), и уезд Лэшань вошёл в его состав. В 1959 году был расформирован город Утунцяо, а его территория вошла в состав уезда Лэшань. В 1970 году Специальный район Лэшань был переименован в Округ Лэшань (乐山地区), при этом уезд Лэшань был преобразован в городской уезд Лэшань. В 1985 году округ Лэшань был преобразован в городской округ Лэшань, при этом городской уезд Лэшань был расформирован, а его территория стала районами Чжуншань, Шавань и Утунцяо городского округа Лэшань.

## Административное деление
Район Шавань делится на 8 посёлков и 5 волостей.